# Amadeus Firgau
Amadeus Firgau (* 31. Dezember 1943 in Graz) ist ein deutscher Autor und Lehrer.

## Leben
Amadeus Firgau wurde 1943 in Graz als Sohn des Kaufmanns Gottfried Müller und der Malerin Susanne Firgau geboren, seine Kindheit war durch Flucht und Krisen in der Nachkriegszeit geprägt. Er studierte in Berlin und Tübingen Germanistik und Anglistik. Danach wirkte er als Gymnasiallehrer in Westberlin und Stuttgart. Seit seiner frühzeitigen Pensionierung 2007 lebt er in Ormesheim im Saarland. Bekannt wurde er durch den Fantasy-Zyklus „Sorla“. 2011 und 2015 wanderte er auf dem Jakobsweg in Spanien und Portugal. Über diese Erlebnisse schrieb er zwei Bücher. In seiner Freizeit leitet er eine Rollenspielgruppe.

## Werke
- Sorla Flusskind. Roman. Waiblingen, Stendel 1990, ISBN 978-3-926789-04-4.
- Sorla Schlangenei. Roman. Waiblingen, Stendel 1995, ISBN 978-3-926789-10-5.
- Herz und Knie, auf dem Jakobsweg. Reisebericht. Aachen, Shaker Media 2013, ISBN 978-3-86858-952-8.
- Sorla Drachenvetter. Roman. Aachen, Shaker Media 2015, ISBN 978-3-95631-264-9.
- Sorla Feuerreiter. Roman. Aachen, Shaker Media 2015, ISBN 978-3-95631-277-9.
- Sorla Schlangenkaiser. Roman. Aachen, Shaker Media 2015, ISBN 978-3-95631-290-8.
- Herz und Stolperstein, auf dem Jakobsweg durch Portugal. Reisebericht. Aachen, Shaker Media 2016, ISBN 978-3-95631-501-5.